# Майданек

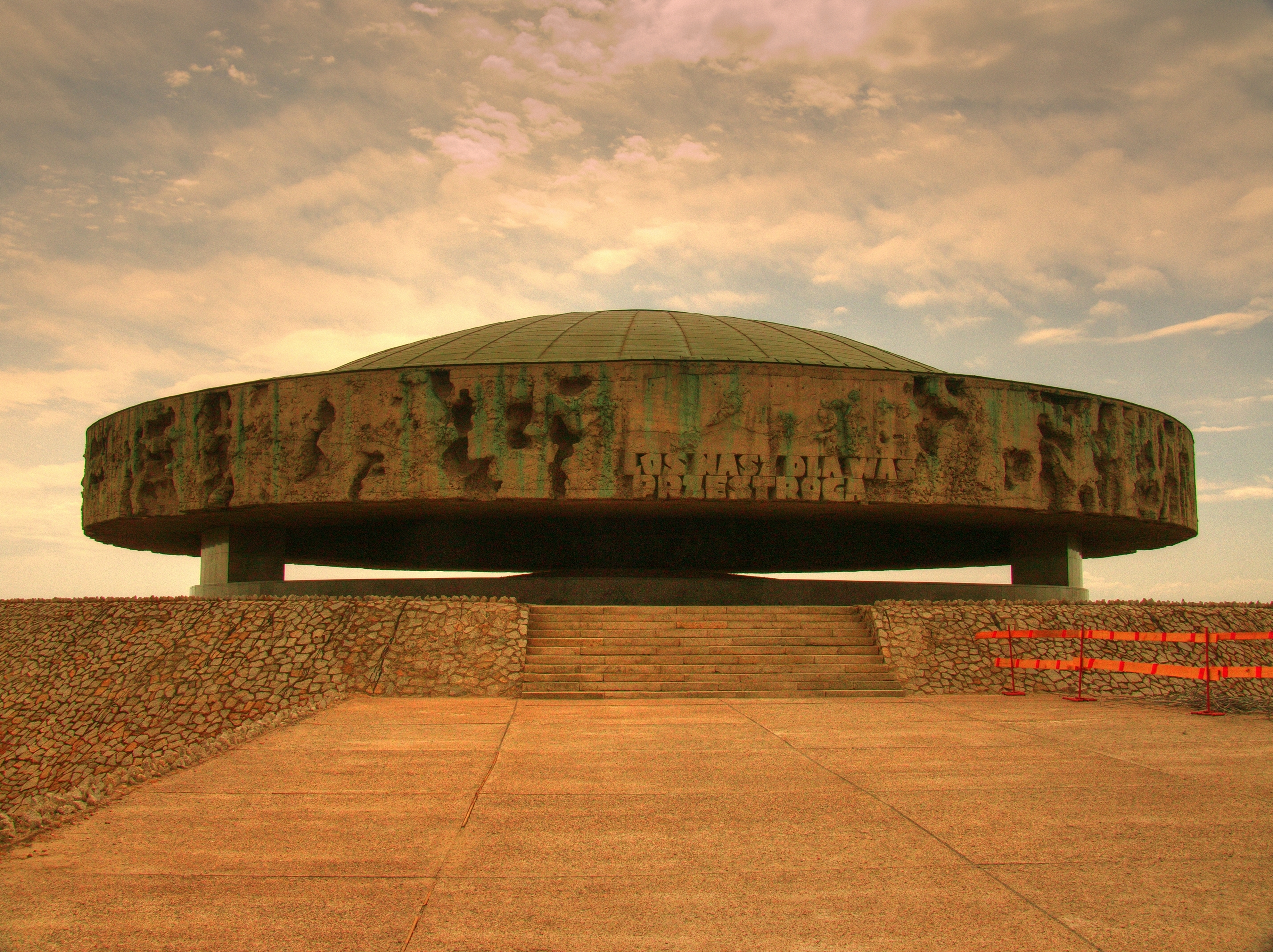
Мавзолей

Майда́нек (пол. Majdanek, нем. Konzentrationslager Lublin, Vernichtungslager Lublin) — лагерь смерти нацистской Германии на окраине польского города Люблина. В настоящее время является музейным учреждением, включённым в Государственный реестр музеев.

## Создание лагеря
17 июля 1941 года Адольф Гитлер отдал Генриху Гиммлеру распоряжение о полицейском надзоре над захваченными Германией восточными территориями. В тот же день Гиммлер назначил руководителя СС и полиции Дистрикта Люблин Одило Глобочника своим уполномоченным по созданию структуры СС и концлагерей на территории Генерал-губернаторства (оккупированной Польши). В его задачу кроме создания сети концентрационных лагерей входило проведение в жизнь политики полной германизации восточной части Польши. Центром сети концлагерей на востоке Генерал-губернаторства должен был стать город Люблин и построенный рядом с ним руками заключённых крупный концентрационный лагерь.
Приказ о создании лагеря был отдан 20 июля 1941 года Г. Гиммлером О. Глобочнику во время его визита в Люблин. В распоряжении речь шла о создании концентрационного лагеря, рассчитанного на 25—50 тыс. заключённых, которым надлежало работать над постройкой зданий для СС и полиции. На самом деле лагерь строился под руководством начальника 2-го управления (строительство) Главного управления бюджета и строительства СС Ганса Каммлера. 22 сентября 1941 года Каммлер дал распоряжение о постройке части лагеря, рассчитанной на 5 тыс. заключённых. После захвата огромного числа советских военнопленных в окружении под Киевом, планы были изменены Каммлером 27 сентября 1941 года: «Согласно распоряжению из Берлина в Люблине и Аушвице нужно немедленно создать лагеря для военнопленных, рассчитанные на 50 тыс. каждый…»
Первоначально лагерь носил название концентрационного лагеря войск СС «Люблин» (KZ der Waffen SS Lüblin) и находился на окраине Люблина, рядом с кладбищем на Липовой улице. Однако в связи с протестами гражданских оккупационных властей О. Глобочнику пришлось в октябре 1941 года вывести лагерь за пределы города (он находился в 3 км от центра города; сегодня место, где располагался первоначальный лагерь, находится в черте города). Тогда же сюда прибыли первые заключённые.
В начале ноября Каммлер отдал приказ о расширении лагеря до 125 тыс., в декабре — до 150 тыс., а в марте 1942 года — до 250 тыс. мест для советских заключённых. Лишь часть планов Каммлера была реализована. В середине декабря 1941 года были построены бараки для 20 тыс. военнопленных. В невыносимых условиях постройкой лагеря занимались около 2 тысяч советских военнопленных. К середине ноября из них лишь 500 человек остались в живых, из которых 30 % были неработоспособны. С середины декабря к ним присоединились 150 евреев. В то же время там разразилась эпидемия тифа, после чего в январе — феврале все заключённые-строители лагеря умерли. В марте 1942 года начались массовые депортации в Майданек евреев из Словакии и Польши. В октябре того же года наряду с мужским начал действовать женский концлагерь.
Лагерь имел площадь 270 гектаров (около 90 гектаров используются ныне как территория музея). Был разделён на пять секций, одна из них предназначалась для женщин. Имелось множество различных зданий, а именно: 22 барака для заключённых, 2 административных барака, 227 заводских и производственных мастерских. У лагеря существовало 10 филиалов: Будзынь (под Красником), Грубешов, Люблин, Плашов (близ Кракова), Травники (под Вепшем) и т. д. Заключенные лагеря занимались принудительным трудом на собственных производствах, на фабрике по производству обмундирования и на оружейном заводе «Штейер-Даймлер-Пух».

## Число заключённых
Длительное время была распространена статистика, согласно которой
через Майданек прошло 1 500 000 заключённых, из них было убито свыше 300 000 узников, в том числе около 200 000 евреев и около 100 000 поляков. В настоящее время в литературе и в экспозиции Государственного музея Майданек приводятся уточнённые данные: всего в лагере побывало около 150 000 узников, умерщвлено около 80 000, из них евреев 60 000.
По оценке израильского Института Катастрофы и героизма «Яд ва-Шем», «всего через Майданек прошло около 500 000 человек 54 национальностей из 28 стран. Из них около 360 000 погибли. 60 % из них погибли в результате нечеловеческих условий жизни в лагере — от болезней, голода, холода, каторжной работы, истощения, или же от побоев со стороны охранников. Остальные 40 % были убиты в газовых камерах или же иным способом — например, в ходе массовых расстрелов в самом лагере или около него».

## Умерщвления узников лагеря

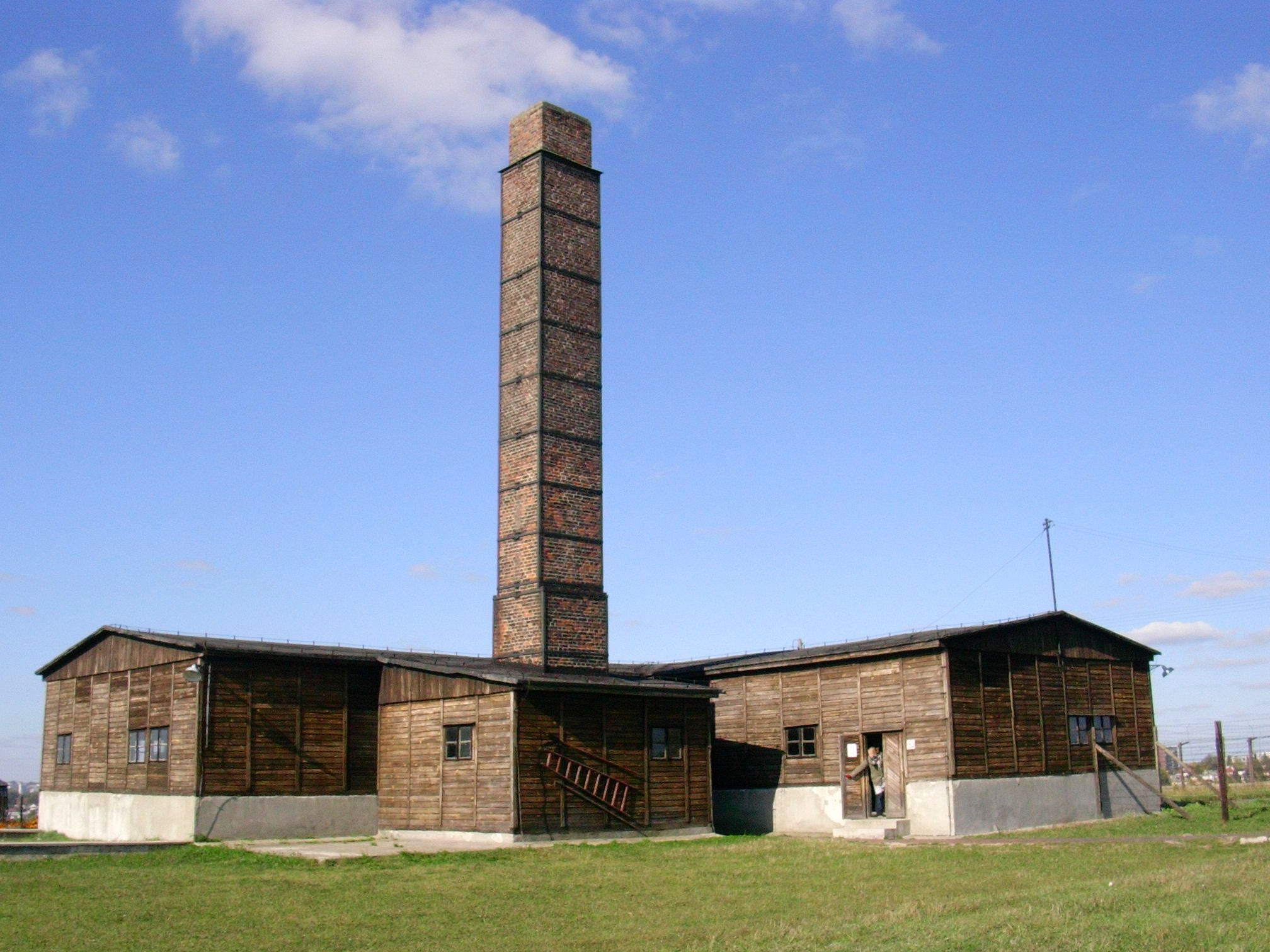
Крематорий

Массовое уничтожение людей в газовых камерах началось в 1942 году. В качестве отравляющего газа сначала применялся монооксид углерода (угарный газ), а с осени 1942 года — Циклон Б. Майданек — один из двух лагерей смерти нацистской Германии, где использовался этот газ (второй — Освенцим). Первый крематорий для сожжения тел замученных был запущен во второй половине 1942 года (на 2 печи), второй — в сентябре 1943 года (на 5 печей). Убийства в Майданеке осуществлялись на протяжении всей его истории, однако зачастую это были расстрелы.

## Операция «Эрнтефест»
3 и 4 ноября 1943 года на территории лагеря Майданек была проведена операция под кодовым названием «Фестиваль урожая» (нем. Aktion Erntefest). В ходе операции эсэсовцы уничтожили на территории лагерей Майданек, Понятова и Травники всех евреев из Люблинского района. В общей сложности, по разным оценкам, было убито от 40 000 до 43 000 человек (из них в Майданеке 18 000).
Начиная с ноября 1943 года в непосредственной близости от лагеря заключёнными были выкопаны рвы 100 метров длиной, 6 метров шириной и 3 метра глубиной. Утром 3 ноября всех евреев лагеря и близлежащих лагерей пригнали в Майданек. Их раздели и приказали лечь вдоль рва по «принципу черепицы»: то есть каждый последующий заключённый ложился головой на спину предыдущего. Группа эсэсовцев из примерно 100 человек целенаправленно убивала людей выстрелом в затылок. После того, как первый «слой» заключённых был ликвидирован, эсэсовцы повторяли экзекуцию до тех пор, пока 3-метровая траншея не была полностью заполнена трупами людей. Во время расправы для заглушения выстрелов играла весёлая музыка. После этого трупы людей были прикрыты небольшим слоем земли, а позднее кремированы.

## Освобождение лагеря
23 июля 1944 года в ходе Люблин-Брестской операции войска 1-го Белорусского фронта под командованием Маршала СССР Константина Рокоссовского освободили узников концентрационного лагеря Майданек.

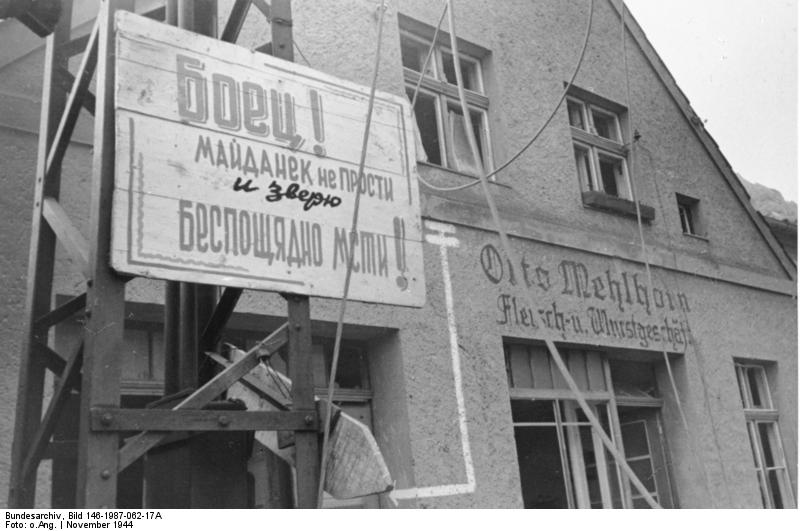

## Использование территории лагеря после освобождения
После прихода Красной армии лагерь некоторое время использовался НКВД для содержания немецких военнопленных и польских «врагов народа», в число последних входили бойцы из Армия Крайова (польского движения Сопротивления).

## Процессы над военными преступниками
Комендантами Майданека были: штандартенфюрер СС Карл Кох (с июля 1941 года по август 1942 года), оберштурмбаннфюрер СС Макс Кёгель (с августа по октябрь 1942 года), штандартенфюрер СС Герман Флорштед (с октября 1942 года по 30 октября 1943 года), оберштурмбаннфюрер СС Мартин Вайс (с 1 ноября 1943 года по 18 мая 1944 года) и оберштурмбаннфюрер СС Артур Либехеншель (с 19 мая по 15 августа 1944 года).
- 1-й процесс проходил с 27 ноября по 2 декабря 1944 года в Люблине. Преступники, среди которых: гауптштурмфюрер СС Вильгельм Герстенмейер, оберштурмфюрер СС Антон Тернес, обершарфюрер СС Герман Фёгель, роттенфюрер СС Теодор Шёллен, Эдмунд Польман и Генрих Штальп приговорены к смертной казни. Роттенфюрер СС Теодор Шёллен был так называемым «выдирателем зубов», о котором писал Константин Симонов. Эдмунд Польман покончил с собой до исполнения приговора.
- 2-й процесс проходил в Люблине с 1946 по 1948 год. Перед судом предстали 95 эсэсовцев, из которых лишь 7 были приговорены к смертной казни.
- 3-й процесс проходил с 26 ноября 1975 года по 30 июня 1981 года в Дюссельдорфе (Германия). Перед судом предстали 15 сотрудников лагерной администрации и охраны. Четверо обвиняемых были оправданы, в ходе процесса двое признаны недееспособными и ещё одна (Алиса Орловски) умерла, семеро были приговорены к тюремному заключению на сроки от 3,5 до 12 лет. К пожизненному заключению была приговорена надзирательница Гермина Браунштайнер.

## Мемориал
На территории концлагеря Майданек был создан первый в истории памятник жертвам Холокоста. Он был открыт в мае 1953 года.
В настоящее время на территории лагеря Майданек действует мемориальный музей.
У входа на территорию лагеря в 1969 году был воздвигнут Памятник борьбы и мученичества (проект архитектора Виктора Толкина).
Возле крематория и расстрельных рвов сооружен мавзолей с бетонным куполом, под которым собран прах жертв лагеря.

## Галерея

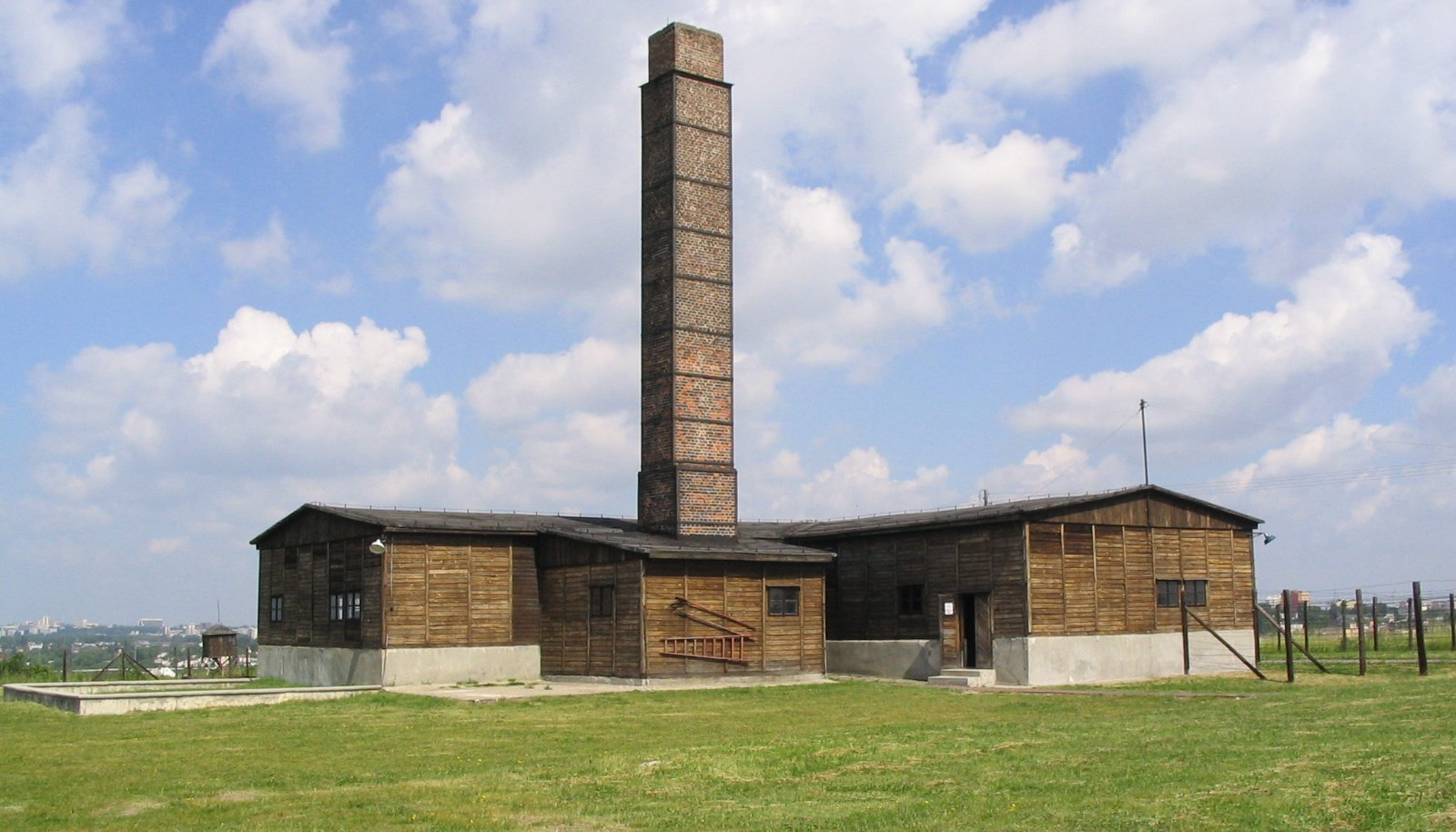
Крематорий
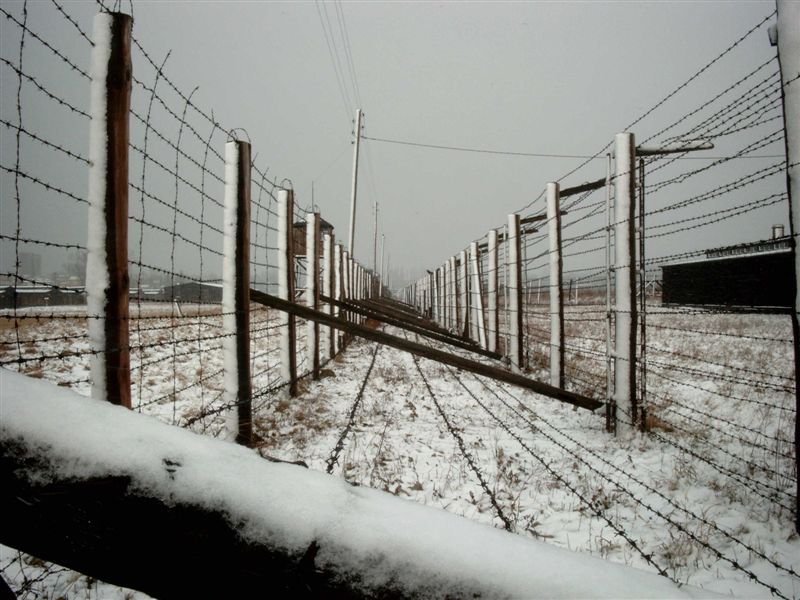
Забор, бывший под электрическим током
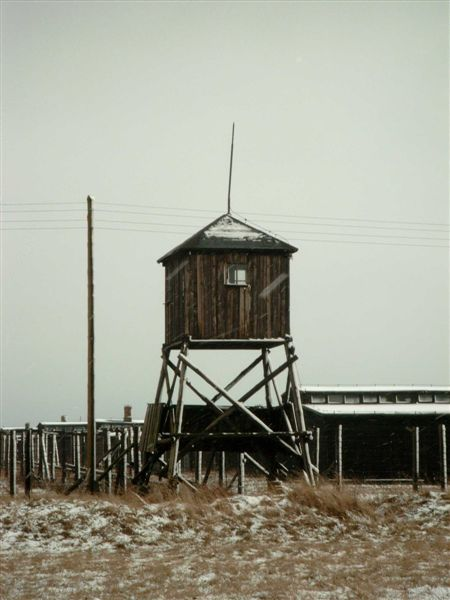
Сторожевая башня Майданека
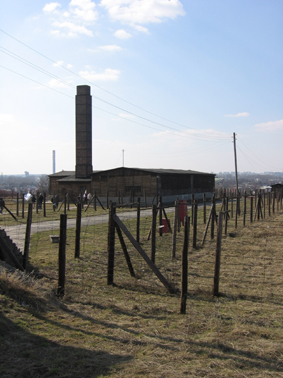
Крематорий Майданека
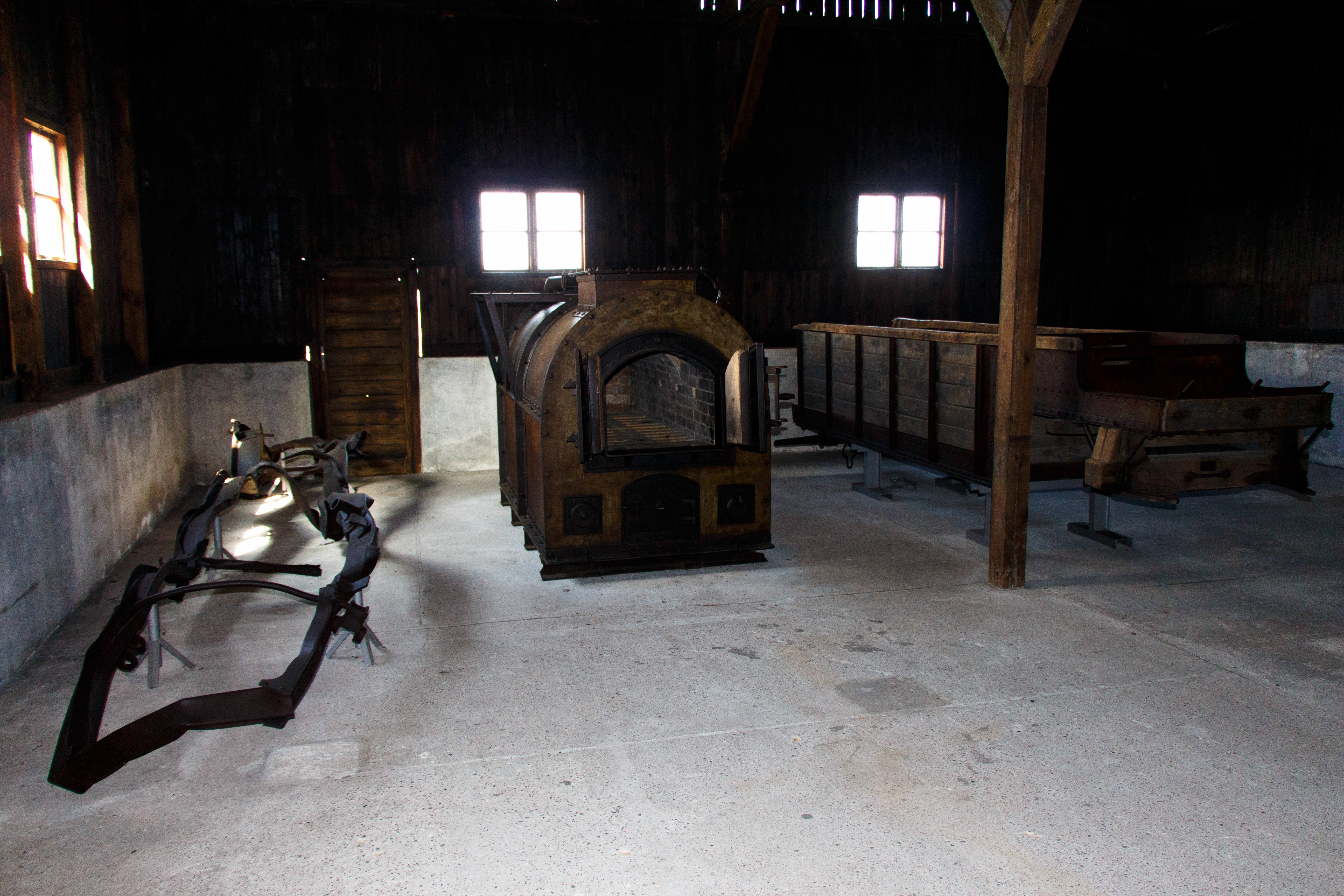
Внутри крематория
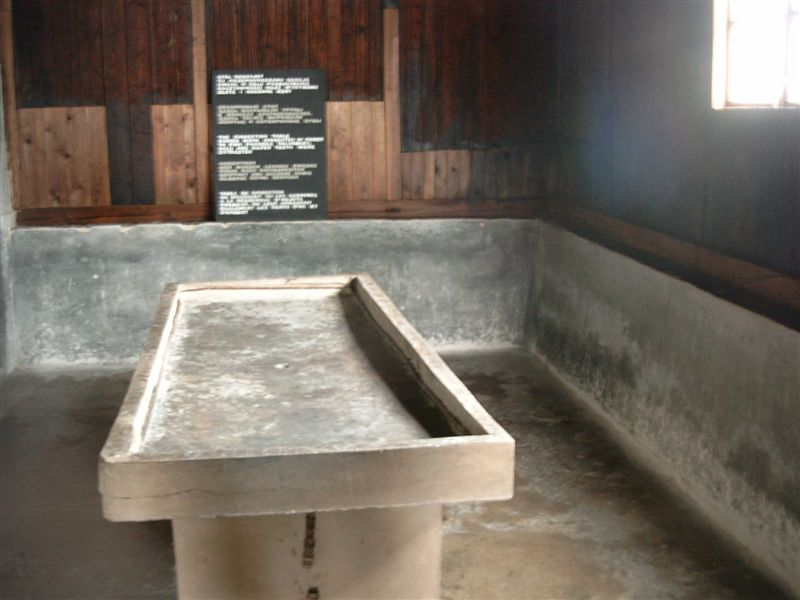
Стол для препарирования
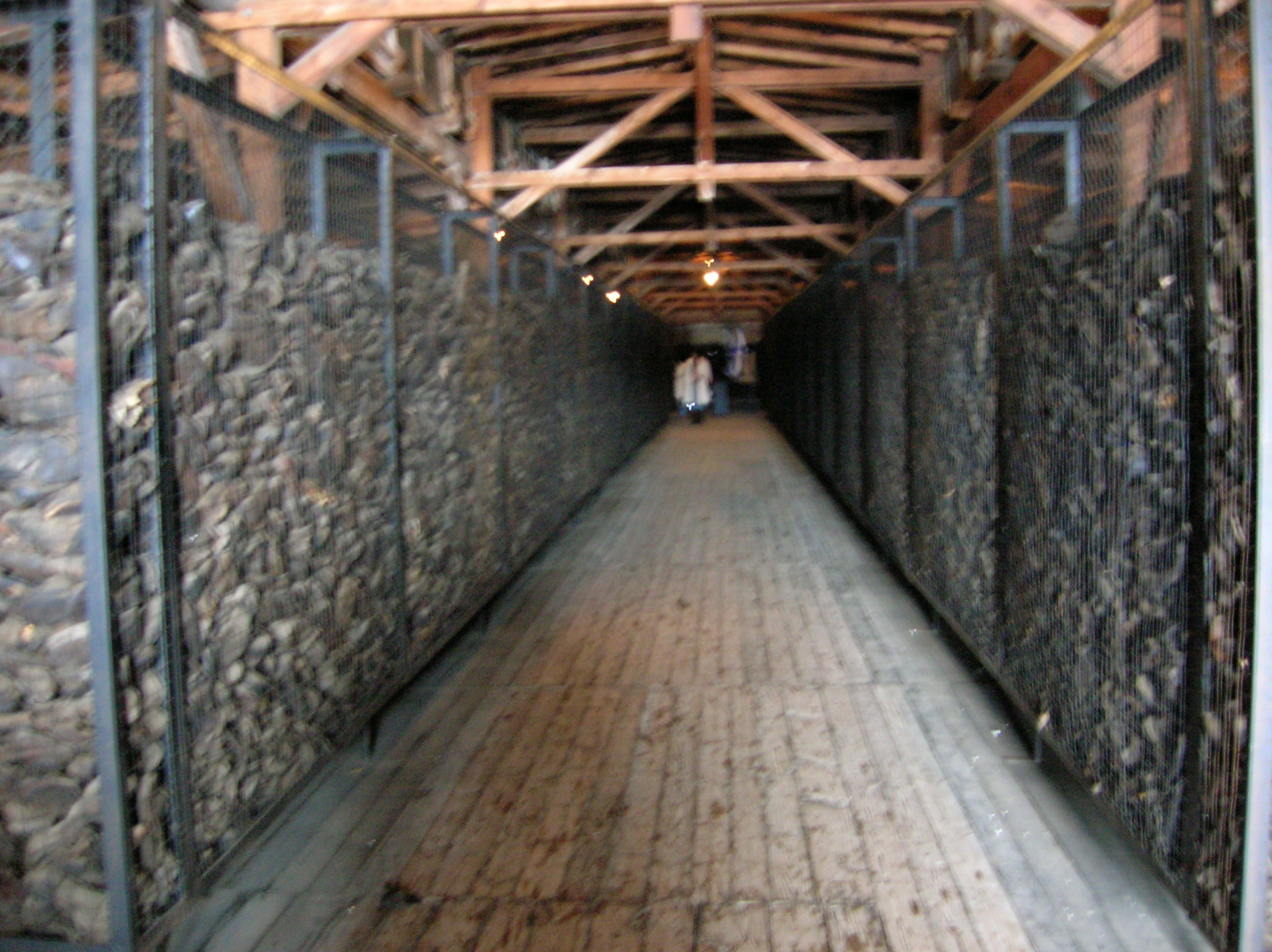
Обувь жертв Майданека
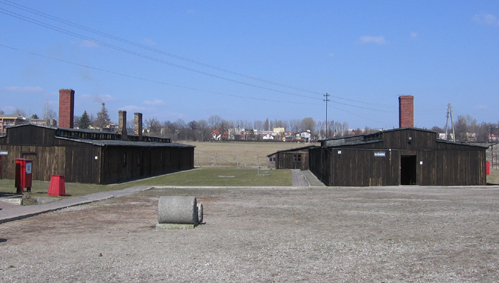
Вид от входа